# Hôtel Terrier
L'hôtel Terrier  (dénommé aussi hôtel Damey ou hôtel de Verseille)  est un hôtel particulier situé à Besançon dans le département du Doubs.
L'hôtel, ses décors et sa cour font l’objet d’une inscription au titre des monuments historiques depuis le 18 décembre 2001.

## Localisation
L'édifice est situé au 22 rue Chifflet dans le secteur de La Boucle de Besançon.

## Histoire
En 1738, le terrain ou est construit l'hôtel est acheté par le conseiller Damey aux bénédictins de l'abbaye de Saint-Vincent de Besançon. L'hôtel est construit entre cette date et 1750.
Entre 1780 et 1783, l'architecte bisontin Claude Antoine Colombot entreprend des transformations : surélévation et décors intérieurs.

## Architecture et décorations
La façade est rythmée par six travées de deux niveaux. Des garde-corps en fer forgé sont présents sur les balcons de l'étage.